# Lysiteles punctiger
Lysiteles punctiger es una especie de araña cangrejo del género Lysiteles, familia Thomisidae, orden Araneae.

## Distribución
Esta especie se encuentra en Asia: Bután, China y Vietnam.

## Taxonomía
Fue descrita científicamente por Ono en 2001.
Tratamiento taxonómico
La especie aparece registrada y publicada en Crab spiders of the family Thomisidae from the Kingdom of Bhutan (Arachnida, Araneae). Entomologica Basiliensis 23: 203–236.